# Псевдодиференціальний оператор
У математичному аналізі псевдодиференціальний оператор  є розширенням поняття диференціальний оператор, що діє у функціональних просторах на евклідових просторах чи, більш загально, диференційованих многовидах і записується за допомогою деякої функції, що зазвичай називається символом псевдодиференціального оператора. Дана функція задовольняє оцінки похідних певного типу, аналогічні оцінкам похідних многочленів, що є символами диференціальних операторів.
Вивчення псевдодиференціальних операторів розпочалося у середині 1960-их років у працях Джозефа Кона, Луї Ніренберга, Унтербергера і Бокобза.
Псевдодиференціальні оператори використовуються у теорії диференціальних рівнянь із частковими похідними і квантовій теорії поля. Зокрема вони використовуються у другому доведенні теореми Атії — Зінгера з використанням K-теорії.

## Означення

### Диференціальні оператори і перетворення Фур'є
Лінійний диференціальний оператор визначений на просторі гладких функцій {\displaystyle u} із компактним носієм у Rn  або просторі Шварца у загальному виді записується як:
{\displaystyle P(D):=\sum _{|\alpha |\leqslant m}a_{\alpha }(x)\,D^{\alpha }.}
У цій формулі  {\displaystyle \alpha =(\alpha _{1},\ldots ,\alpha _{n})} позначає мультиіндекс, {\displaystyle |\alpha |=\alpha _{1}+\ldots +\alpha _{n},} а {\displaystyle a_{\alpha }(x)} є комплекснозначною функцією n змінних. Також
{\displaystyle D^{\alpha }=(-i\partial _{1})^{\alpha _{1}}\cdots (-i\partial _{n})^{\alpha _{n}}}
є багаторазовим застосуванням часткового диференціювання, де {\displaystyle \partial _{j}} позначає диференціювання по j-ій змінній. Константи {\displaystyle -i} (уявна одиниця) вводяться для спрощення подальших формул.
Для вказаного оператора важливе значення має поліноміальна функція (яка називається символом):
{\displaystyle P(\xi )=\sum _{|\alpha |\leqslant m}a_{\alpha }(x)\,\xi ^{\alpha },}
У цій формулі {\displaystyle \xi =(\xi _{1},\ldots ,\xi _{n})} є незалежними змінними і для мультиіндекса {\displaystyle \alpha =(\alpha _{1},\ldots ,\alpha _{n})} використано позначення {\displaystyle \xi ^{\alpha }=\xi _{1}^{\alpha _{1}}\cdot \xi _{2}^{\alpha _{2}}\cdot \ldots \cdot \xi _{n}^{\alpha _{n}}.}
На просторі функцій Шварца (зокрема функцій із компактним носієм) оператор можна записати за допомогою інтегральних перетворень, зокрема перетворення Фур'є. Це представлення можна тоді узагальнити і отримати псевдодиференціальний оператор.
Нехай u є функцією Шварца у Rn, тоді її перетворення Фур'є:
{\displaystyle {\hat {u}}(\xi ):=\int e^{-iy\xi }u(y)\,dy}
є коректно визначеним і теж є функцією Шварца. Зокрема також, згідно теореми про обернене перетворення Фур'є:
{\displaystyle u(x)={\frac {1}{(2\pi )^{n}}}\int e^{ix\xi }{\hat {u}}(\xi )d\xi .}
Аналогічні прямі і обернені перетворення Фур'є існують і для функцій {\displaystyle D^{\alpha }u} для будь-якого мультиіндекса {\displaystyle \alpha .} Окрім того із інтегрування частинами одержується рівність {\displaystyle {\widehat {D^{\alpha }u}}(\xi )=\xi ^{\alpha }{\hat {u}}(\xi ).}
Із використанням цих властивостей
{\displaystyle {\begin{aligned}P(D)u(x)=&\sum _{|\alpha |\leqslant m}a_{\alpha }(x)\,D^{\alpha }u(x)=\\&\sum _{|\alpha |\leqslant m}a_{\alpha }(x){\frac {1}{(2\pi )^{n}}}\int _{\mathbb {R} ^{n}}e^{ix\xi }\xi ^{\alpha }{\hat {u}}(\xi )d\xi =\\&{\frac {1}{(2\pi )^{n}}}\int _{\mathbb {R} ^{n}}e^{ix\xi }P(\xi ){\hat {u}}(x)\,d\xi .\end{aligned}}}
Тобто остаточно за допомогою символу диференціального оператора і перетворення Фур'є на просторі функцій Шварца диференціальний оператор можна задати як:
{\displaystyle P(D)u(x)={\frac {1}{(2\pi )^{n}}}\int _{\mathbb {R} ^{n}}e^{ix\xi }P(\xi ){\hat {u}}(x)\,d\xi .}

Розписуючи перетворення Фур'є також еквівалентно можна записати:
{\displaystyle P(D)u(x)={\frac {1}{(2\pi )^{n}}}\int _{\mathbb {R} ^{n}}\int _{\mathbb {R} ^{n}}e^{i(x-y)\xi }P(\xi )u(y)\,dy\,d\xi .}

### Розв'язок диференціальних рівнянь із частковими похідними
Ще одним мотиваційним прикладом для введення поняття псевдодиференціального оператора може бути знаходження розв'язку диференціального рівняння виду:
{\displaystyle P(D)\,u=f.}
Lo обох сторін рівності формально застосовується перетворення Фур'є і одержується алгебричне рівняння
{\displaystyle P(\xi )\,{\hat {u}}(\xi )={\hat {f}}(\xi ).}
Якщо символ P(ξ) не є рівним 0 для жодного ξ ∈ Rn, тоді можна здійснити ділення на P(ξ):
{\displaystyle {\hat {u}}(\xi )={\frac {1}{P(\xi )}}{\hat {f}}(\xi )}
Згідно формули обертання Фур'є тоді розв'язок можна записати як
{\displaystyle u(x)={\frac {1}{(2\pi )^{n}}}\int e^{ix\xi }{\frac {1}{P(\xi )}}{\hat {f}}(\xi )\,d\xi .}
При цьому вважається:
1. P(D) є лінійним диференціальним оператором із сталими коефіцієнтами,
2. його символ P(ξ) ніде не є рівним нулю,
3. для u і ƒ існують перетворення Фур'є.

Останню вимогу можна послабити за допомогою узагальнених функцій.
Даний запис розв'язку рівняння є подібним до представлення дії диференціального оператора, але тут 1/P(ξ) не є поліноміальною функцією.

### Означення псевдодиференціальних операторів
Псевдодиференціальні оператори є узагальненням диференціальних операторів.
Псевдодиференціальний оператор P(x,D) на Rn є оператором значення якого на функції Шварца u(x) є функцією від x заданою як:
{\displaystyle P(x,D)u(x)={\frac {1}{(2\pi )^{n}}}\int _{\mathbb {R} ^{n}}e^{ix\cdot \xi }P(x,\xi ){\hat {u}}(\xi )\,d\xi }
де {\displaystyle {\hat {u}}(\xi )} є перетворення Фур'є u і символ P(x,ξ) належить деякому класу символів. Різні означення класів символів дають різні типи псевдодиференціальних операторів.
Еквівалентно розглядаючи інший варіант представлення диференціального оператора можна задати псевдодиференціальний оператор за допомогою подвійних символів, тобто у вигляді:
{\displaystyle P(x,D)u(x)={\frac {1}{(2\pi )^{n}}}\int _{\mathbb {R} ^{n}}\int _{\mathbb {R} ^{n}}e^{i(x-y)\xi }a(x,y,\xi )u(y)\,dy\,d\xi .}
Якщо {\displaystyle a(x,y,\xi )=P(x,\xi )} то ця формула є еквівалентною попередній.
Функція {\displaystyle {\mathcal {P}}(x,y)={\frac {1}{(2\pi )^{n}}}\int _{\mathbb {R} ^{n}}e^{i(x-y)\xi }a(x,y,\xi )\,d\xi } називається ядром Шварца відповідного псевдодиференціального оператора і можна простіше записати:
{\displaystyle P(x,D)u(x)=\int _{\mathbb {R} ^{n}}{\mathcal {P}}(x,y)u(y)\,dy.}
Більшість важливих класів символів (наприклад описані нижче {\displaystyle S_{\rho ,\,\delta }^{m}} для 0 ≤ δ < ρ ≤ 1, зокрема {\displaystyle S_{1,\,0}^{m}} і {\displaystyle S^{m}}) є інваріантними щодо дифеоморфізму. Тому відповідні псевдодиференціальні оператори можна задати на диференційовних многовидах.
Формула заміни змінних при дифеоморфізмі  {\displaystyle \kappa :\Omega \rightarrow \Omega _{1}}, де  {\displaystyle \Omega ,\Omega _{1}}
є відкритими областями гладкого многовиду  {\displaystyle X}, записується як
{\displaystyle P_{1}(y,\eta )\mid _{y=\kappa (x)}\sim \ \left.\sum _{\alpha }{\frac {1}{\alpha !}}P^{(\alpha )}(x,{}^{t}\kappa ^{\prime }(x)\eta )D_{z}^{\alpha }e^{i\kappa _{x}^{\prime \prime }(z)\cdot \eta }\right|_{z=x}.}
Тут  {\displaystyle P(x,\xi )} є символом оператора {\displaystyle P}; 
{\displaystyle P_{1}(x,\xi )} є символом оператора {\displaystyle P_{1}} заданого як {\displaystyle P_{1}u=[P(u\circ \kappa )]\circ \kappa ^{-1}}, тобто отриманого із {\displaystyle P} заміною змінних {\displaystyle \kappa }; 
{\displaystyle \kappa ^{\prime }(x)} позначає матрицю Якобі відображення {\displaystyle \kappa }; 
{\displaystyle {}^{t}\kappa ^{\prime }(x)} є транспонованою матрицею; і
{\displaystyle P^{(\alpha )}(x,\xi )=\ \partial _{\xi }^{\alpha }P(x,\xi ),\ \ \kappa _{x}^{\prime \prime }(z)=\kappa (z)-\kappa (x)-\kappa ^{\prime }(x)(z-x).}

### Приклади класів символів
Серед найважливіших класів символів:
- P(x,ξ) є гладкою функцією на Rn × Rn і для деякого дійсного числа m, для всіх мультиіндексів α,β існують константи  Cα, β (що залежать від мультиіндексів) такі, що для всіх x,ξ ∈Rn, виконуються нерівності:

{\displaystyle |\partial _{\xi }^{\alpha }\partial _{x}^{\beta }P(x,\xi )|\leq C_{\alpha ,\beta }\,(1+|\xi |)^{m-|\alpha |}}
Тоді P належить класу символів {\displaystyle S^{m}}. Відповідний оператор P(x,D) називається псевдодиференціальним оператором порядку m. Також використовуються позначення {\displaystyle S^{-\infty }=\bigcap _{m\in \mathbb {R} }S^{m}} і {\displaystyle S^{\infty }=\bigcup _{m\in \mathbb {R} }S^{m}.} Символи і відповідні оператори із класу {\displaystyle S^{-\infty }} називають нескінченно згладжуючими.
- P(x,ξ) є гладкою функцією на Rn × Rn і для деяких дійсних чисел числа m1, m2, для всіх мультиіндексів α,β існують константи  Cα, β (що залежать від мультиіндексів) такі, що для всіх x,ξ ∈Rn, виконуються нерівності:

{\displaystyle |\partial _{\xi }^{\alpha }\partial _{x}^{\beta }P(x,\xi )|\leqslant C_{\alpha ,\beta }\,(1+|\xi |^{2})^{\frac {m_{1}-|\alpha |}{2}}(1+|x|^{2})^{\frac {m_{2}-|\beta |}{2}}}
Тоді P належить класу символів {\displaystyle S^{m_{1},m_{2}}}. Відповідні оператори P(x,D) називаються симетрично глобальними псевдодиференціальними операторами.
- Одним із найпоширеніших і досить загальних є клас символів, що є узагальненням першого прикладу. Нехай {\displaystyle \Omega \subset \mathbb {R} ^{n}} є відкритою множиною і {\displaystyle P(x,\xi )\in C^{\infty }(\Omega \times \mathbb {R} ^{n}).} Нехай для дійсних чисел ρ і δ (на практиці переважно розглядається випадок 0 ≤ ρ, δ ≤ 1), деякого дійсного числа m, для всіх мультиіндексів α,β і компактних підмножин {\displaystyle K\subset \Omega } існують константи  Cα, β, K , (що залежать від мультиіндексів і компактних підмножин) такі, що для всіх x ∈ Ω, ξ ∈Rn, виконуються нерівності:

{\displaystyle |\partial _{\xi }^{\alpha }\partial _{x}^{\beta }P(x,\xi )|\leq C_{\alpha ,\beta ,K}\,(1+|\xi |)^{m-\rho |\alpha |+\delta |\beta |.}}
Тоді P належить класу символів {\displaystyle S_{\rho ,\,\delta }^{m}}. Цей же символ використовується і для відповідного класу псевдодиференціальних операторів. Пов'язаним є клас операторів (які також називають псевдодиференціальними)  і які є сумою {\displaystyle P(x,D)u(x)+\int _{\mathbb {R} ^{n}}I(x,y)u(y)\,dy,} де {\displaystyle I(x,y)\in C^{\infty }(\Omega \times \mathbb {R} ^{n})}  і {\displaystyle P(x,D)u(x)} є псевдодиференціальним оператором класу {\displaystyle S_{\rho ,\,\delta }^{m}}. Клас таких операторів позначається {\displaystyle L_{\rho ,\,\delta }^{m}.} Класи операторів {\displaystyle S_{\rho ,\,\delta }^{m}} і {\displaystyle L_{\rho ,\,\delta }^{m}} називаються класами Хермандера.
- У випадку задання псевдодиференціальних операторів за допомогою подвійних символів найчастіше використовується обмеження подібне до попереднього. А саме функція {\displaystyle a(x,y,\xi )\in C^{\infty }(\Omega \times \Omega \times \mathbb {R} ^{n}),} для відкритої підмножини {\displaystyle \Omega \subset \mathbb {R} ^{n}} і для дійсних чисел ρ і δ, деякого дійсного числа m, для всіх мультиіндексів α, β1, β2 компактних підмножин {\displaystyle K\subset \Omega } існують константи  Cα, β1, β2, K , (що залежать від мультиіндексів і компактних підмножин) такі, що для всіх x ∈ Ω, y ∈ Ω, ξ ∈Rn, виконуються нерівності:

{\displaystyle |\partial _{\xi }^{\alpha }\partial _{x}^{\beta _{1}}\partial _{y}^{\beta _{2}}a(x,y,\xi )|\leqslant C_{\alpha ,\beta _{1},\beta _{2},K}\,(1+|\xi |)^{m-\rho |\alpha |+\delta |\beta _{1}+\beta _{2}|.}}
У найважливішому на практиці випадку 0 ≤ ρ, δ ≤ 1 клас псевдодиференціальних операторів заданих такими подвійними символами є рівним класу {\displaystyle L_{\rho ,\,\delta }^{m}.}

## Властивості
Тут описуються властивості псевдодиференціальних операторів для найпростішого класу символів {\displaystyle S^{m}}. Більшість властивостей мають узагальнення для більш широких класів.
- Якщо для двох символів P1(x,ξ) і P2(x,ξ) відповідні їм псевдодиференціальні оператори є рівними, то і P1(x,ξ) = P2(x,ξ).
- Образом функції Шварца при дії псевдодиференціального оператора є функція Шварца.
- Нехай {\displaystyle m_{j},\ j=0,1,2,\ldots }  є строго спадною послідовністю дійсних чисел і {\displaystyle \lim _{j\to \infty }m_{j}=-\infty .} Якщо символи {\displaystyle P_{j}\in S^{m_{j}}} то існує символ {\displaystyle P\in S^{m_{0}}}, для якого {\displaystyle P\sim \sum _{j=0}^{\infty }P_{j}.} Цей вираз означає, що для кожного {\displaystyle n\in \mathbb {N} } виконується {\displaystyle P-\sum _{j=0}^{n-1}P_{j}\in S^{m_{n}}.} Ряд {\displaystyle \sum _{j=0}^{\infty }P_{j}} часткові суми якого задовольняють вказані умови називається асимптотичним розкладом символу {\displaystyle P.} Якщо символи {\displaystyle P} і {\displaystyle Q} мають однаковий асимптотичний розклад, то {\displaystyle P-Q\in \bigcap _{m\in \mathbb {R} }S^{m}.} Асимптотичні розклади символів мають важливе значення у теорії псевдодиференціальних операторів
- Композиція {\displaystyle P\circ Q} двох псевдодиференціальних операторів {\displaystyle P\in S^{m_{1}}} і {\displaystyle Q\in S^{m_{2}}} є знову псевдодиференціальним оператором і {\displaystyle P\circ Q\in S^{m_{1}+m_{2}}.}  Якщо {\displaystyle P(x,\xi ),\ Q(x,\xi ),\ \Lambda (x,\xi )} позначають символи операторів {\displaystyle P,\ Q} і {\displaystyle P\circ Q}, то для {\displaystyle \Lambda (x,\xi )} існує асимптотичний розклад:
{\displaystyle \Lambda (x,\xi )\sim \sum _{\mu }{\frac {(-i)^{|\mu |}}{\mu !}}(\partial _{\xi }^{\mu }P(x,\xi ))(\partial _{x}^{\mu }Q(x,\xi )).}
- Для функцій {\displaystyle \phi ,\ \psi } із простору Шварца, скалярний добуток можна визначити як {\displaystyle (\phi ,\ \psi )=\int _{\mathbb {R} ^{n}}\phi (x){\overline {\psi (x)}}dx}. Для оператора {\displaystyle P} оператор {\displaystyle P^{*}} називається спряженим, якщо для всіх функцій із простору Шварца {\displaystyle (P\phi ,\psi )=(\phi ,P^{*}\psi ).} Якщо {\displaystyle P\in S^{m}} то {\displaystyle P^{*}} теж є псевдодиференціальним оператором із класу {\displaystyle S^{m}} і якщо {\displaystyle P(x,\xi ),\ \Lambda (x,\xi )} є символами операторів {\displaystyle P} і {\displaystyle P^{*}}, то для {\displaystyle \Lambda (x,\xi )} існує асимптотичний розклад:
{\displaystyle \Lambda (x,\xi )\sim \sum _{\mu }{\frac {(-i)^{|\mu |}}{\mu !}}(\partial _{x}^{\mu }\partial _{\xi }^{\mu }{\overline {P}})(x,\xi ).}
- Символ {\displaystyle P(x,\xi )} із класу {\displaystyle S^{m}} називається еліптичним, якщо існують константи {\displaystyle C} і {\displaystyle R} для яких для всіх {\displaystyle x\in \mathbb {R} ^{n}} і  {\displaystyle \xi \in \mathbb {R} ^{n},\ |\xi |\geqslant R} виконується нерівність:

{\displaystyle |P(x,\xi )|\geqslant \,C(1+|\xi |)^{m}.} Відповідний псевдодиференціальний оператор теж називається еліптичним.
Композиція двох еліптичних псевдодиференціальних операторів теж є еліптичним оператором. Спряжений оператор до еліптичного оператора є еліптичним оператором.
- Якщо {\displaystyle P(x,\xi )\in S^{m}} є еліптичним символом, то  існує також еліптичний символ {\displaystyle Q(x,\xi )\in S^{-m}} і для відповідних еліптичних псевдодиференціальних операторів {\displaystyle P,Q} існують псевдодиференціальні оператори {\displaystyle R_{1},R_{2}\in S^{-\infty }=\bigcap _{m\in \mathbb {R} }S^{m}} для яких:

{\displaystyle P\circ Q=I+R_{1},\quad Q\circ P=I+R_{2},}
де {\displaystyle I} є одиничним оператором.
Оператор {\displaystyle Q} називається параметриксом оператора {\displaystyle P}. Якщо для псевдодиференціального оператора {\displaystyle P(x,D)\in S^{m}} існує оператор {\displaystyle Q(x,\xi )\in S^{-m}}  для якого виконується одна із рівностей вище (для деякого {\displaystyle R_{1}\in S^{-\infty }} або {\displaystyle R_{2}\in S^{-\infty }}), то {\displaystyle P} є еліптичним оператором.
- Псевдодиференціальний оператор {\displaystyle P} є неперервним на просторі Шварца. Тобто, якщо {\displaystyle \phi _{j}\to 0} у просторі Шварца, то і {\displaystyle P\phi _{j}\to 0.} Якщо додатково {\displaystyle P\in S^{0}}, то {\displaystyle P} є обмеженим оператором на кожному із просторів {\displaystyle L^{p}(\mathbb {R} ^{n})} для {\displaystyle 1<p<\infty .}
- Якщо диференціальний оператор порядку m є рівномірно еліптичним (порядку m) і оборотним, його обернений оператор є псевдодиференціальним оператором порядку −m. Це означає, що лінійні еліптичні диференціальні рівняння можна явно розв'язувати за допомогою псевдодиференціальних операторів.
- Диференціальні оператори є локальними у розумінні, що для одержання результату дії оператора необхідні значення функції лише у околі точки. Псевдодиференціальні оператори є псевдолокальними, що неформально означає, що при застосуванні до узагальнених функцій вони не утворюють сингулярностей у точках де узагальнена функція уже була гладкою.